# Bryan Adams
Bryan Guy Adams (Kingston (Ontario), 5 november 1959) is een Canadese zanger en muzikant. Hij scoorde wereldwijd hits met nummers als "Run To You" (1984), "Heaven" (1985), "Summer of '69" (1985), "(Everything I Do) I Do It for You" (1991), "Please Forgive Me" (1993) en "Have You Ever Really Loved a Woman?" (1995).
Naast zijn muzikale carrière is Adams ook actief als professioneel fotograaf.

## Biografie
Adams werd geboren als kind van Britse ouders, die in de jaren vijftig naar Canada emigreerden. Als kind trok hij met zijn ouders door Europa en het Midden-Oosten. Bryan Adams woonde enkele jaren in het Portugese Birre, nabij Cascais. Dit vanwege de functie van zijn vader. Hij volgde de Carlucci American International School of Lisbon, waar hij een beetje Portugees leerde. Op de leeftijd van tien jaar kreeg hij zijn eerste gitaar; twee jaar later kocht hij zijn eerste elektrische gitaar. Op 14-jarige leeftijd verhuisde hij naar Vancouver. Een jaar later verliet hij de school en trok hij door Canada om op te treden. Als 18-jarige kreeg hij zijn eerste platencontract aangeboden.
In Canada brak hij door met onder andere Cuts Like a Knife. Wereldwijd succes kwam met het album Reckless uit 1984. Nummers als "Heaven", "Run To You", "It's Only Love" (met Tina Turner) en "Summer of '69" vinden hun weg naar diverse hitlijsten.
Zijn grootste successen behaalde Bryan Adams begin jaren 90 onder de productionele leiding van Robert John "Mutt" Lange, een Zuid-Afrikaanse topproducer. Zijn single "(Everything I Do) I Do It for You" werd een wereldwijde nummer 1-hit, waaronder in Nederland en Vlaanderen. In veel landen, waaronder Nederland, was het de bestverkochte single van 1991. In Nederland bleef het nummer 11 weken op de eerste positie staan in de Nederlandse Top 40, destijds een record. Het nummer stond op de soundtrack van de film Robin Hood: Prince of Thieves.
Bryan Adams zong in die jaren vaker voor de soundtrack van grote films. Zo scoorde hij een hit met "Have You Ever Really Loved a Woman?" (afkomstig van de soundtrack van de film Don Juan DeMarco) en "All For Love" (van de soundtrack van de film The Three Musketeers). Dat laatste nummer zong hij met Rod Stewart en Sting. Andere bekende nummers van Bryan Adams zijn "When You're Gone" (met Mel C.) en "Please Forgive Me". In 2005 kwam er een verzamelalbum (dubbel-cd) uit waar al zijn grootste hits plus enkele liveopnames op staan, genaamd Anthology.
In juni 2007 gaf Bryan Adams een concert in een uitverkocht Rotterdams Ahoy en het Antwerpse Sportpaleis. Op 14 maart 2008 kwam zijn elfde album uit genaamd 11. Ter promotie van dit album gaf Adams weer een reeks concerten, waarbij opnieuw Ahoy en het Sportpaleis werden aangedaan.
Bij de opening van de Olympische Winterspelen 2010 in Vancouver zong Bryan Adams samen met de eveneens Canadese Nelly Furtado het nummer "Bang the Drum". In 2011 kreeg hij een ster op de beroemde Hollywood Walk of Fame.
In 2012 werden tijdens een Greatest Hits-tour onder andere het Zénith in Parijs en wederom het Rotterdamse Ahoy en het Antwerpse Sportpaleis aangedaan. In december 2014 stond Adams in de Amsterdamse Ziggo Dome en het Sportpaleis in Antwerpen ter ere van het 30-jarig jubileum van zijn album Reckless. Voor zijn Get Up!-toer stond hij in mei 2016 opnieuw in het Sportpaleis van Antwerpen en in de Ziggo Dome.
Zijn veertiende studioalbum, getiteld Shine a light, verscheen in 2019. Tijdens de tour behorende bij dit album werd wederom Ahoy Rotterdam aangedaan. Met zijn So Happy It Hurts-tour, horende bij het gelijknamige, in 2022 verschenen album, deed Adams in 2024 opnieuw deze locatie aan, nadat hij in 2022 in de Ziggo Dome stond. In juni 2025 trad Adams op in het Spoorpark in Tilburg. Ook stond hij diezelfde maand op TW Classic in Werchter.

### Privé
Adams is niet getrouwd. Hij leeft samen met zijn vriendin en twee dochters.
Hij is sinds 1989 veganist.

## Discografie

### Albums
| Album met eventuele hitnotering(en) in de Nederlandse Album Top 100 | Datum van verschijnen | Datum van binnenkomst | Hoogste positie | Aantal weken | Opmerkingen                  |
| ------------------------------------------------------------------- | --------------------- | --------------------- | --------------- | ------------ | ---------------------------- |
| Reckless                                                            | 05-11-1984            | 25-05-1985            | 11              | 59           | Platina                      |
| Into the Fire                                                       | 31-03-1987            | 18-04-1987            | 18              | 12           |                              |
| Waking Up the Neighbours                                            | 24-09-1991            | 05-10-1991            | 2               | 31           | Platina                      |
| So Far So Good                                                      | 05-11-1993            | 20-11-1993            | 1(5wk)          | 59           | Verzamelalbum / 2x Platina   |
| Live! Live! Live!                                                   | 1988                  | 20-08-1994            | 57              | 8            | Livealbum                    |
| 18 til I Die                                                        | 04-06-1996            | 15-06-1996            | 9               | 20           |                              |
| Unplugged                                                           | 07-12-1997            | 13-12-1997            | 15              | 45           | Livealbum                    |
| On a Day Like Today                                                 | 26-10-1998            | 31-10-1998            | 24              | 20           |                              |
| The Best of Me                                                      | 15-11-1999            | 27-11-1999            | 13              | 16           | Verzamelalbum                |
| Spirit: Stallion of the Cimarron                                    | 14-05-2002            | 03-08-2002            | 22              | 12           | Met Hans Zimmer / Soundtrack |
| Room Service                                                        | 20-09-2004            | 25-09-2004            | 3               | 12           |                              |
| 11                                                                  | 14-03-2008            | 22-03-2008            | 8               | 8            |                              |
| Bare Bones                                                          | 29-10-2010            | 06-11-2010            | 52              | 1            | Livealbum                    |
| Tracks of My Years                                                  | 30-09-2014            | 11-10-2014            | 41              | 2            |                              |
| Get Up!                                                             | 16-10-2015            | 24-10-2015            | 13              | 11           |                              |
| Shine a Light                                                       | 01-03-2019            | 09-03-2019            | 37              | 1            |                              |
| So Happy It Hurts                                                   | 11-03-2022            | 19-03-2022            | 28              | 1            |                              |

| Album met hitnotering(en) in de Vlaamse Ultratop 200 albums | Datum van verschijnen | Datum van binnenkomst | Hoogste positie | Aantal weken | Opmerkingen                  |
| ----------------------------------------------------------- | --------------------- | --------------------- | --------------- | ------------ | ---------------------------- |
| So Far So Good                                              | 05-11-1993            | 24-06-1995            | 13              | 32           | Verzamelalbum                |
| 18 til I Die                                                | 04-06-1996            | 15-06-1996            | 5               | 27           |                              |
| Unplugged                                                   | 02-12-1997            | 13-12-1997            | 2               | 24           | Livealbum                    |
| On a Day Like Today                                         | 26-10-1998            | 24-10-1998            | 15              | 12           |                              |
| The Best of Me                                              | 15-11-1999            | 27-11-1999            | 3               | 22           | Verzamelalbum                |
| Spirit: Stallion of the Cimarron                            | 14-05-2002            | 13-07-2002            | 6               | 12           | Met Hans Zimmer / Soundtrack |
| Room Service                                                | 20-09-2004            | 25-09-2004            | 5               | 17           |                              |
| Anthology                                                   | 28-11-2005            | 10-12-2005            | 13              | 15           | Verzamelalbum                |
| 11                                                          | 14-03-2008            | 22-03-2008            | 2               | 13           |                              |
| Bare Bones                                                  | 29-10-2010            | 13-11-2010            | 78              | 2            | Livealbum                    |
| Tracks of My Years                                          | 30-09-2014            | 18-10-2014            | 38              | 10           |                              |
| Reckless                                                    | 05-11-1984            | 22-11-2014            | 129             | 5            |                              |
| Get Up!                                                     | 16-10-2015            | 24-10-2015            | 10              | 26           |                              |
| Ultimate                                                    | 03-11-2017            | 11-11-2017            | 48              | 9            | Verzamelalbum                |
| Shine a Light                                               | 01-03-2019            | 09-03-2019            | 10              | 9            |                              |
| So Happy It Hurts                                           | 11-03-2022            | 19-03-2022            | 5               | 6            |                              |

### Singles
| Single met eventuele hitnotering(en) in de Nederlandse Top 40 | Datum van verschijnen | Datum van binnenkomst | Hoogste positie | Aantal weken | Opmerkingen |
| ------------------------------------------------------------- | --------------------- | --------------------- | --------------- | ------------ | --- |
| Run to You                                                    | 1985                  | 1985                  | 14              | 8            | Nr. 14 in de Nationale Hitparade / Nr. 12 in de TROS Top 50                                                     |
| Heaven                                                        | 1985                  | 1985                  | tip8            | 4            | Nr. 28 in de Nationale Hitparade / Nr. 49 in de TROS Top 50                                                     |
| It's Only Love                                                | 1985                  | 1985                  | 20              | 6            | met Tina Turner / veronica Alarmschijf Hilversum 3/ Nr. 21 in de Nationale Hitparade / Nr. 26 in de TROS Top 50 |
| Heat of the Night                                             | 1987                  | 1987                  | 21              | 5            | Nr. 34 in de Nationale Hitparade Top 100                                                                        |
| Summer of '69                                                 | 1990                  | 1990                  | 5               | 12           | Nr. 4 in de Nationale Top 100                                                                                   |
| (Everything I Do) I Do It for You                             | 1991                  | 1991                  | 1(11wk)         | 21           | Hit van het jaar 1991 / Bestverkochte single van 1991 / Platina / Nr. 1 in de Nationale Top 100                 |
| Can't Stop This Thing We Started                              | 1991                  | 1991                  | 5               | 8            | Nr. 10 in de Nationale Top 100                                                                                  |
| There Will Never Be Another Tonight                           | 1991                  | 1991                  | 27              | 3            | Nr. 29 in de Nationale Top 100                                                                                  |
| Thought I'd Died and Gone to Heaven                           | 1992                  | 22-02-1992            | tip2            | 6            | Nr. 43 in de Nationale Top 100                                                                                  |
| Do I Have to Say the Words?                                   | 1992                  | 1992                  | 39              | 3            | Nr. 34 in de Nationale Top 100                                                                                  |
| Please Forgive Me                                             | 1993                  | 1993                  | 3               | 15           | Nr. 3 in de Mega Top 50                                                                                         |
| All for Love                                                  | 1994                  | 1994                  | 3               | 13           | met Rod Stewart en Sting / Alarmschijf / Nr. 3 in de Mega Top 50                                                |
| Have You Ever Really Loved a Woman?                           | 1995                  | 1995                  | 2               | 16           | Nr. 2 in de Mega Top 50 / Megahit                                                                               |
| Rock Steady (live)                                            | 1995                  | 1995                  | tip10           | 4            | met Bonnie Raitt                                                                                                |
| The Only Thing That Looks Good on Me Is You                   | 1996                  | 1996                  | 23              | 5            | Nr. 21 in de Mega Top 50                                                                                        |
| Let's Make a Night to Remember                                | 1996                  | 1996                  | tip16           | 5            | |
| I Finally Found Someone                                       | 1997                  | 1997                  | 16              | 7            | met Barbra Streisand / Nr. 16 in de Mega Top 100                                                                |
| 18 til I Die                                                  | 1997                  | 07-06-1997            | -               | -            | Nr. 86 in de Mega Top 100                                                                                       |
| Back to You                                                   | 1997                  | 29-11-1997            | -               | -            | Nr. 77 in de Mega Top 100                                                                                       |
| I'm Ready (MTV Unplugged)                                     | 1998                  | 1998                  | 26              | 7            | Nr. 24 in de Mega Top 100                                                                                       |
| On a Day Like Today                                           | 1998                  | 1998                  | tip10           | 4            | |
| When You're Gone                                              | 1998                  | 1998                  | 6               | 14           | met Melanie C / Nr. 7 in de Mega Top 100                                                                        |
| Cloud Number Nine                                             | 1999                  | 05-06-1999            | tip8            | 5            | Nr. 62 in de Mega Top 100                                                                                       |
| The Best of Me                                                | 1999                  | 20-11-1999            | tip17           | 4            | Nr. 67 in de Mega Top 100                                                                                       |
| Don't Give Up                                                 | 2000                  | 2000                  | 14              | 7            | met Chicane / Nr. 21 in de Mega Top 100 / Dancesmash op Radio 538                                               |
| Inside Out                                                    | 2000                  | 19-08-2000            | -               | -            | Nr. 91 in de Mega Top 100                                                                                       |
| Here I Am                                                     | 2002                  | 2002                  | 29              | 5            | Nr. 30 in de Mega Top 100                                                                                       |
| Open Road                                                     | 2004                  | 2004                  | tip3            | 7            | Nr. 28 in de Mega Top 50                                                                                        |
| Flying                                                        | 2004                  | 11-12-2004            | -               | -            | Nr. 86 in de B2B Single Top 100                                                                                 |
| After All                                                     | 2013                  | 21-09-2013            | tip21           | -            | met Michael Bublé                                                                                               |

| Single met hitnotering(en) in de Vlaamse Ultratop 50 | Datum van verschijnen | Datum van binnenkomst | Hoogste positie | Aantal weken | Opmerkingen              |
| ---------------------------------------------------- | --------------------- | --------------------- | --------------- | ------------ | ------------------------ |
| Run to You                                           | 1985                  | 18-05-1985            | 19              | 9            |                          |
| Somebody                                             | 1985                  | 29-06-1985            | 30              | 2            |                          |
| Heaven                                               | 1985                  | 31-08-1985            | 29              | 1            |                          |
| It's Only Love                                       | 1985                  | 23-11-1985            | 22              | 4            | met Tina Turner          |
| Summer of '69                                        | 1990                  | 01-09-1990            | 8               | 12           |                          |
| (Everything I Do) I Do It for You                    | 1991                  | 20-07-1991            | 1               | 21           |                          |
| Can't Stop This Thing We Started                     | 1991                  | 05-10-1991            | 4               | 11           |                          |
| There Will Never Be Another Tonight                  | 1991                  | 14-12-1991            | 11              | 6            |                          |
| Thought I'd Died and Gone to Heaven                  | 1992                  | 21-03-1992            | 29              | 6            |                          |
| Do I Have to Say the Words?                          | 1992                  | 12-12-1992            | 30              | 5            |                          |
| Please Forgive Me                                    | 1993                  | 06-11-1993            | 1               | 20           |                          |
| All for Love                                         | 1994                  | 15-01-1994            | 2               | 14           | met Rod Stewart en Sting |
| Have You Ever Really Loved a Woman?                  | 1995                  | 22-04-1995            | 3               | 26           |                          |
| Rock Steady (live)                                   | 1995                  | 18-11-1995            | 45              | 1            | met Bonnie Raitt         |
| The Only Thing That Looks Good on Me Is You          | 1996                  | 01-06-1996            | 30              | 7            |                          |
| Let's Make a Night to Remember                       | 1996                  | 07-09-1996            | 48              | 1            |                          |
| Star                                                 | 1996                  | 07-12-1996            | tip17           | -            |                          |
| I Finally Found Someone                              | 1997                  | 01-02-1997            | 6               | 18           | met Barbra Streisand     |
| 18 til I Die                                         | 1997                  | 31-05-1997            | tip7            | -            |                          |
| Back to You                                          | 1997                  | 06-12-1997            | tip3            | -            |                          |
| I'm Ready (MTV Unplugged)                            | 1998                  | 04-04-1998            | tip2            | -            |                          |
| On a Day Like Today                                  | 1998                  | 03-10-1998            | tip4            | -            |                          |
| When You're Gone                                     | 1998                  | 26-12-1998            | 16              | 12           | met Melanie C            |
| Cloud #9                                             | 1999                  | 08-05-1999            | tip7            | -            |                          |
| The Best of Me                                       | 1999                  | 13-11-1999            | tip3            | -            |                          |
| Don't Give Up                                        | 2000                  | 18-03-2000            | 17              | 11           | met Chicane              |
| Here I Am                                            | 2002                  | 29-06-2002            | 14              | 16           |                          |
| Open Road                                            | 2004                  | 02-10-2004            | 48              | 1            |                          |
| Flying                                               | 2004                  | 18-12-2004            | tip9            | -            |                          |
| Room Service                                         | 2005                  | 30-04-2005            | tip13           | -            |                          |
| I Thought I'd Seen Everything                        | 2008                  | 22-03-2008            | tip10           | -            |                          |
| After All                                            | 2013                  | 07-12-2013            | tip30           | -            | met Michael Bublé        |
| She Knows Me                                         | 2014                  | 06-09-2014            | tip23           | -            |                          |
| Brand New Day                                        | 2015                  | 26-09-2015            | tip8            | -            |                          |
| You Belong to Me                                     | 2016                  | 23-01-2016            | tip             | -            |                          |
| Please Stay                                          | 2017                  | 28-10-2017            | tip             | -            |                          |
| Shine a Light                                        | 2019                  | 02-02-2019            | tip13           | -            |                          |

### NPO Radio 2 Top 2000
| Nummers met noteringen in de NPO Radio 2 Top 2000 | '99 | '00 | '01 | '02  | '03  | '04  | '05  | '06  | '07  | '08  | '09  | '10  | '11  | '12  | '13  | '14  | '15 | '16  | '17  | '18  | '19  | '20  | '21  | '22  | '23  | '24  |
| ------------------------------------------------- | --- | --- | --- | ---- | ---- | ---- | ---- | ---- | ---- | ---- | ---- | ---- | ---- | ---- | ---- | ---- | --- | ---- | ---- | ---- | ---- | ---- | ---- | ---- | ---- | ---- |
| All for Love (met Rod Stewart & Sting)            | -   | -   | -   | -    | -    | -    | -    | -    | -    | -    | -    | -    | -    | 1999 | 1987 | -    | -   | -    | -    | -    | -    | -    | -    | -    | -    | -    |
| (Everything I Do) I Do It for You                 | 55  | 69  | 63  | 131  | 128  | 153  | 220  | 208  | 229  | 166  | 483  | 459  | 469  | 197  | 581  | 660  | 593 | 784  | 787  | 703  | 685  | 665  | 699  | 764  | 803  | 762  |
| Have You Ever Really Loved a Woman?               | 670 | -   | 848 | 1090 | 1104 | 842  | 925  | 948  | 758  | 866  | 1410 | 1413 | 1804 | -    | -    | -    | -   | -    | -    | -    | -    | -    | -    | -    | -    | -    |
| Heaven                                            | -   | 479 | 276 | 317  | 355  | 293  | 544  | 543  | 613  | 459  | 861  | 810  | 730  | 815  | 915  | 1073 | 941 | 1071 | 1029 | 929  | 882  | 754  | 853  | 810  | 898  | 915  |
| I Finally Found Someone (met Barbra Streisand)    | 795 | 918 | 994 | 1594 | 1428 | 1446 | 1569 | 1911 | 1708 | 1613 | -    | -    | -    | -    | -    | -    | -   | -    | -    | -    | -    | -    | -    | -    | -    | -    |
| It's Only Love (met Tina Turner)                  | 814 | -   | -   | 1462 | 1840 | 1511 | 1781 | -    | -    | -    | -    | -    | -    | -    | -    | -    | -   | -    | -    | -    | -    | -    | -    | -    | -    | -    |
| Please Forgive Me                                 | -   | -   | -   | 1128 | 858  | 741  | 919  | 1078 | 1019 | 979  | 1798 | 1600 | 1597 | 1817 | 1956 | -    | -   | -    | -    | -    | -    | -    | -    | -    | -    | -    |
| Run to You                                        | 419 | 659 | 392 | 664  | 726  | 616  | 777  | 798  | 797  | 711  | 1133 | 1121 | 1064 | 1058 | 1047 | 1126 | 952 | 1017 | 1089 | 1251 | 1189 | 1172 | 1285 | 1163 | 1259 | 1134 |
| Summer of '69                                     | 45  | 43  | 94  | 51   | 57   | 59   | 88   | 109  | 98   | 77   | 139  | 131  | 107  | 145  | 167  | 197  | 147 | 150  | 145  | 148  | 134  | 128  | 154  | 157  | 171  | 158  |
| When You're Gone (met Melanie Chisholm)           | -   | -   | -   | -    | -    | -    | -    | -    | 1659 | -    | -    | 1933 | -    | -    | -    | -    | -   | -    | -    | -    | -    | -    | -    | -    | -    | -    |

1. ↑  Een '-' betekent dat het nummer niet was genoteerd en een vetgedrukt getal geeft de hoogste notering van een nummer aan.

### Dvd's
| Dvd's met hitnoteringen in de DVD Top 30         | Datum van verschijnen | Datum van binnenkomst | Hoogste positie | Aantal weken | Opmerkingen |
| ------------------------------------------------ | --------------------- | --------------------- | --------------- | ------------ | ----------- |
| Live at Slane Castle - Ireland 2000              | 2002                  | 16-11-2002            | 28              | 5            |             |
| The Bare Bones Tour - Live at Sydney Opera House | 2013                  | 07-09-2013            | 2               | 13           |             |
| Wembley 1996 - Live                              | 2016                  | 22-10-2016            | 11              | 4            |             |

- Bibsys: 58484
- Biblioteca Nacional de España: XX1306299
- Bibliothèque nationale de France: cb138905842 (data)
- Gemeinsame Normdatei: 118846078
- International Standard Name Identifier: 0000 0001 2282 4965
- Library of Congress Control Number: n90625017
- Nationale Bibliotheek van Letland: 000098712
- MusicBrainz: 4dbf5678-7a31-406a-abbe-232f8ac2cd63
- Nationale Bibliotheek van Tsjechië: ola2002140094
- Nationale bibliotheek van Australië: 35584985
- Nationale Bibliotheek van Israël: 987007449325805171
- Nationale en Universitaire bibliotheek Zagreb: 000048028
- Nederlandse Thesaurus van Auteursnamen: 073169560
- PIC: 308483
- RKD-Nederlands Instituut voor Kunstgeschiedenis: 479588
- Istituto Centrale per il Catalogo Unico: TO0V262757
- SNAC: w6qn74f1
- Système universitaire de documentation: 128251670
- Trove: 1004296
- Union List of Artist Names: 500097166
- Virtual International Authority File: 84954385
- WorldCat: E39PBJkxPmXDKBjJM7Jv4KqJDq